# أوين فرانكس
أوين فرانكس (بالإنجليزية: Owen Franks)‏ هو لاعب اتحاد الرغبي نيوزيلندي، ولد في 23 ديسمبر 1987 في Motueka ‏ في نيوزيلندا.

## وصلات خارجية
- أوين فرانكس على موقع دوري الرغبي الممتاز (الإنجليزية)
- أوين فرانكس عل موقع إسبنسكروم (الإنجليزية)
- أوين فرانكس على موقع ItsRugby.co.uk (الإنجليزية)